# 新及島
新及島是印度尼西亞廖內群島省的島嶼，屬於林加群島的一部分，位於蘇門答臘島東岸對開海域，面積757平方公里。新及島有許多美麗的海灘，由於缺乏設施和推廣，這個島上的旅遊業尚未開發，但具有很大的發展潛力。达博机场位於該島。
新及島與附近的林加島組成了林加群島。

## 外部連結
0°30′S 104°25′E / 0.500°S 104.417°E